# Basilica di San Lorenzo in Damaso

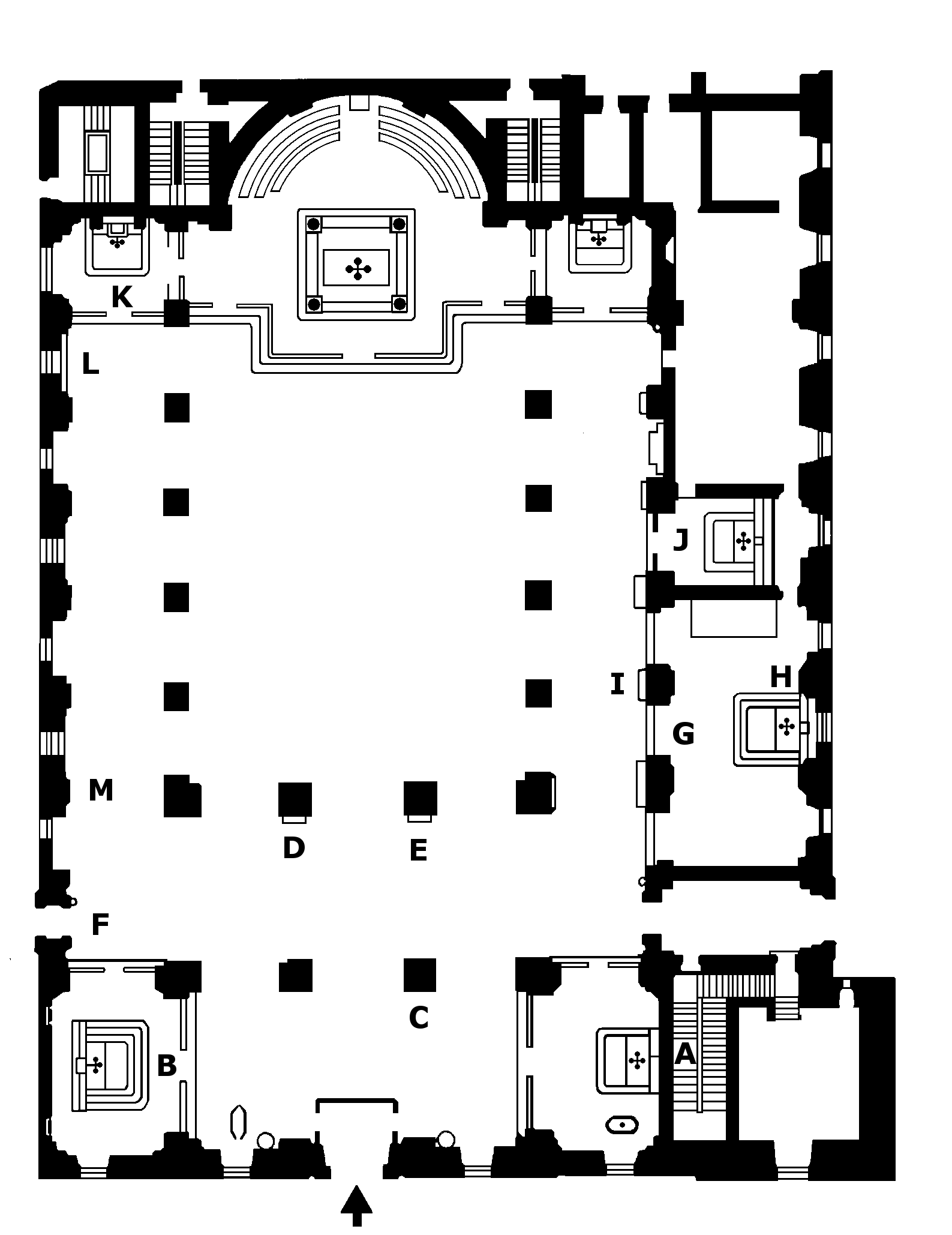
Pianta

La basilica di San Lorenzo in Damaso è un luogo di culto cattolico di Roma, nel rione Parione, incorporata nel palazzo della Cancelleria, nella piazza che da questo prende nome; l'ingresso principale della chiesa è inserito nell'area destra della facciata principale del palazzo.
Sulla basilica insistono gli omonimi parrocchia, affidata al clero diocesano di Roma, e titolo cardinalizio.

## Storia
La chiesa è nota sin dall'antichità, dal sinodo di papa Simmaco, (499) come Titulus Damasi. Secondo la tradizione, San Lorenzo in Damaso fu costruita per la prima volta da papa Damaso I nella sua casa verso il 380.
Esiste un distico attribuito a papa Damaso che celebra la costruzione della chiesa: 
HAEC DAMASVS TIBI CHRISTE DEVS NOVA TECTA DICAVI
LAVRENTII SAEPTVS MARTYRIS AVXILIO.
Il 3 dicembre 1424 o 1425 Ciriaco d'Ancona, considerato internazionalmente il fondatore in senso generale dell'archeologia, scrisse qui primo nucleo dei Commentaria, ospite per quaranta giorni dal suo amico cardinale Condulmer, futuro papa Eugenio IV; nell'opera, considerata fondamentale per la nascita dell'Archeologia, descrisse le ancora magnifiche testimonianze dell'antichità e trascrisse epigrafi.
Donato Bramante la modificò sostanzialmente alla fine del XV secolo su ordine del cardinale Raffaele Riario, durante i lavori di restauro del contiguo palazzo della Cancelleria, dandole una nuova forma interna.
Nei primi anni del XIX secolo, sotto la dominazione francese, fu sconsacrata. Nel 1820, dietro indicazione di papa Pio VII, fu restaurata da Giuseppe Valadier, ricevendo l'assetto attuale.
Un ulteriore restauro fu reso necessario dopo un incendio che danneggiò la basilica nel 1944.
La chiesa è costruita su un mitreo romano; scavi sotto il cortile del palazzo della Cancelleria nel 1988 – 1991 hanno rivelato fondazioni (IV e V secolo) della grande basilica fondata da papa Damaso I, una delle più importanti chiese paleocristiane di Roma. Inoltre è stato identificato un cimitero in uso dall'VIII secolo fino a poco prima della costruzione dei palazzo. La chiesa paleocristiana aveva come particolarità una navata trasversale posta dietro l'abside, sicché la basilica appariva circondata da portici.

## Descrizione

### Arte e architettura

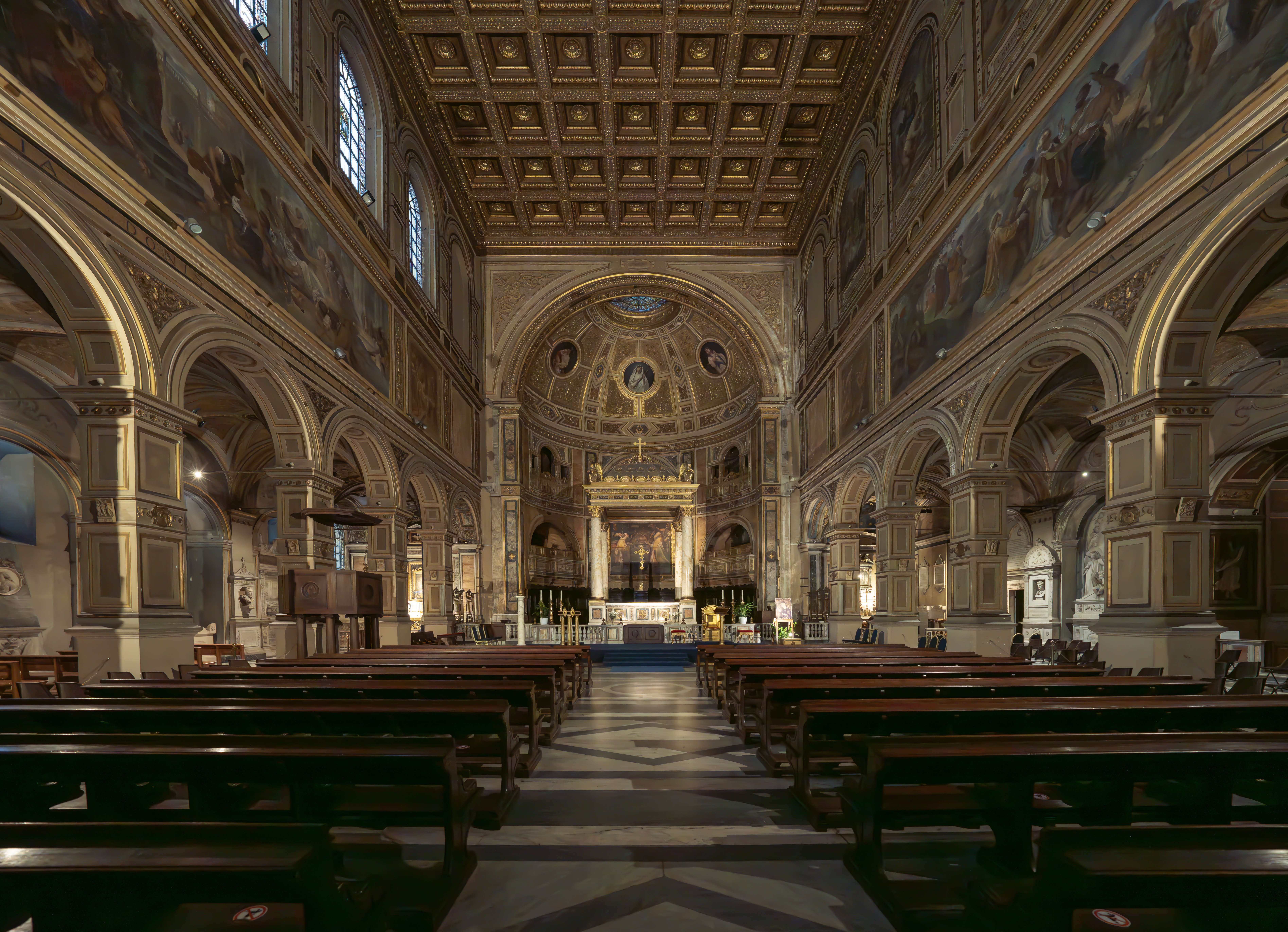
Interno

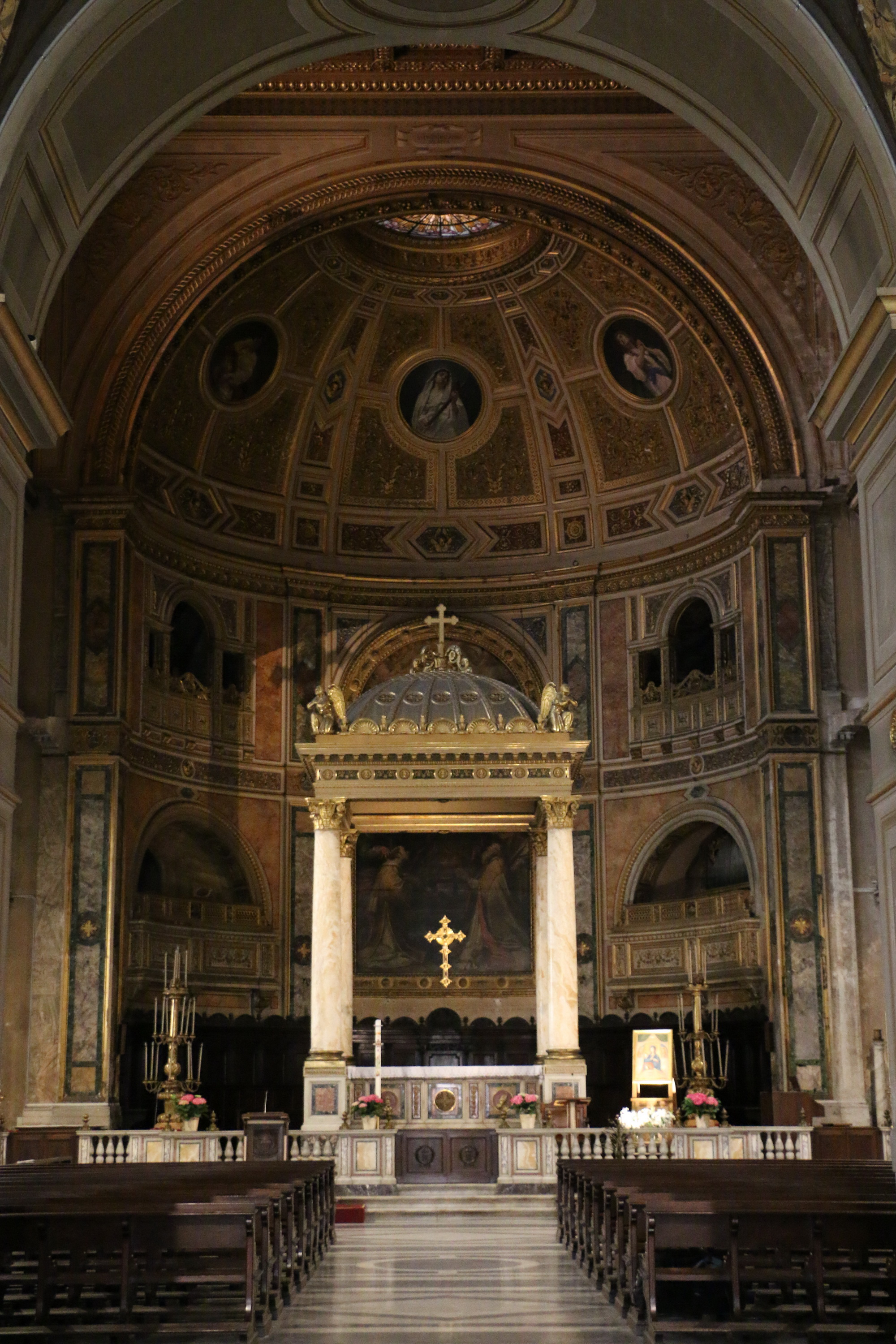
Altare maggiore e abside

La basilica è priva di facciata; oltre al portale principale che si apre su piazza della Cancelleria (opera del Vignola), ce n'è un secondo lungo il fianco destro, su corso Vittorio Emanuele II.
Internamente, l'edificio presenta una struttura a tre navate divise da pilastri quadrangolari, introdotte da un vestibolo a cinque navate. Nel primo vestibolo, su un pilastro in controfacciata, è collocato il cenotafio di Alessandro Valtrini, un cubiculario di papa Urbano VIII, opera del Bernini un tempo situata su un pilastro della navata sinistra, mentre nel secondo vestibolo c'è una statua di Carlo Borromeo opera di Stefano Maderno (1576-1636). Nel vestibolo, a destra c'è una cappella disegnata da Nicola Salvi, lo scultore di fontana di Trevi, su incarico del cardinale Tommaso Ruffo che ebbe il titolo tra il 1740 ed il 1753. Gli affreschi sono di Corrado Giaquinto. Il quadro sull'altare è opera di Sebastiano Conca, dipinto nel 1743, rappresenta la Madonna con Bambino, mentre parla con San Filippo Neri, alla presenza di San Nicola di Bari. Sempre nel vestibolo, a sinistra c'è la cappella del Sacramento, commissionata dal cardinale Pietro Ottoboni ed affrescata con un'allegoria biblica da Andrea Casali.
La basilica dispone di diverse cappelle laterali:
- nella prima cappella di destra ci sono i monumenti del principe Camillo Massimo e della moglie, opera rispettivamente di Filippo Gnaccarini (1804-1875) e di Pietro Tenerani (1789 - 1869);
- nella seconda cappella sempre a destra c'è, tra le altre, la tomba di Pellegrino Rossi, primo ministro del governo costituzionale di Pio IX, ucciso nel 1848, di Pietro Tenerani;
- nella seconda cappella di sinistra c'è la tomba di Annibale Caro, opera di Giovanni Antonio Dosio;
- nella terza c'è il sepolcro del cardinale Ludovico Scarampi Mezzarota, patriarca di Aquileia ornato da una statua giacente opera di Paolo Taccone;[5]
- la cappella del Crocifisso ospita un altare progettato da Giandomenico Navone nel 1758;
- la cappella interna della sacrestia ospita una Madonna di Niccolò Circignani, detto il Pomarancio, e due statue di argento di Ciro Ferri.[5] Da ricordare però che questa non è più l'attuale disposizione né delle cappelle, né delle opere d'arte. Difatti lungo il diciannovesimo secolo molti cambiamente sono stati realizzati, e molte opere e suppellettili sono stati trasportati ai Musei vaticani

Nella parete sinistra della cappella del Sacro Cuore di Gesù agonizzante, in un quadro, è ritratto l'architetto Vincenzo De Rossi Re (1834–1888) insieme ad altre persone mentre sottopongono al pontefice Leone XIII gli statuti della Pia Unione del S. Cuore di Gesù Agonizzante fondata nella stessa chiesa nel 1883.
La navata centrale termina con l'abside semicircolare, al centro della cui conca si trova un grande dipinto ad olio di Federico Zuccari raffigurante l'Incoronazione di Maria e santi. Al disotto dell'altare maggiore (sormontato da un ciborio neoclassico) sono custoditi i corpi dei santi Eutichiano e Damaso, mentre alla sua sinistra c'è una statua di sant'Ippolito, copia di quella che si trova nel Museo lateranense.

### Organi a canne[8]
Il primo organo della basilica fu costruito nel 1533 dall'organaro napoletano Niccolò Asprelli per volere del cardinale Alessandro Farnese il Giovane. Con la costruzione della nuova abside su progetto di Gian Lorenzo Bernini, l'organo venne venduto e, fra il 1638 e il 1642, vennero costruiti rispettivamente da Ennio Bonifazi e Giulio Cesare Burzio e collocati nelle due cantorie più in alto dell'abside. Nel 1853, considerate non più agibili le due cantorie superiori, venne costruito da Enrico e Girolamo Priori un nuovo organo collocato in una delle due cantorie inferiori dell'abside. Dopo il rifacimento dell'area presbiteriale ad opera di Virginio Vespignani nel 1880, l'organo ottocentesco venne posizionato nella cantoria in basso a destra. Nel 1908, venne costruito un nuovo organo a canne dalla ditta Balbiani-Vegezzi Bossi e dalla ditta Mascioni elettrificato nel 1979 (in occasione di questo lavoro furono aggiunte le campane tubolari). L'organo è stato restaurato nel 2007 dall'organaro Daniel Joseph Taccini sotto la tutela della Sovrintendenza per Beni Culturali di Roma.
L'organo Balbiani Vegezzi-Bossi è attualmente l'unico in funzione; esso è a trasmissione elettropneumatica con due tastiere di 56 note ed una pedaliera di 30 (ma reale per sole 27 note). Il materiale fonico è distribuito tra le due cantorie sovrapposte dell'abside alla sinistra dell'altare, le canne del Grand'Organo e del Pedale su quella inferiore mentre quelle dell'Espressivo in quella superiore; la consolle, mobile, si trova a pavimento nel presbiterio.
L'organo Priori è tuttora esistente, per quanto non funzionante, e si trova sulla cantoria inferiore di destra dell'abside. A trasmissione meccanica, ha un'unica tastiera di 54 tasti ed una pedaliera di 22 note costantemente unita al manuale.
Nel 2020 è stato donato alla basilica un organo positivo a cassapanca della ditta tedesca Tzschöckel, con 9 registri su unico manuale, senza pedaliera.